# Лако је Ралету
Лако је Ралету је  српска серија из 2023.

Од 30. јануара 2023. године се премијерно емитује на каналу РТС 1.
Серија је адаптација популарног америчког ситкома Сви воле Рејмонда.

## Радња
Спортски новинар Рале, који води динамичан живот, труди се да буде (колико је то могуће) и посвећен муж, и узоран отац, и добар син и брат. Али, Рале, по природи немаран и опуштен, и није од нарочите помоћи својој жени Ивани, па својим понашањем у породични живот уноси више пометње него склада.
Док Ивана на све начине покушава да одржи ред у кући и брине о троје деце, истовремено јој свакодневицу ремете досадне прве комшије - Ралетови родитељи и брат, који заједно живе у стану прекопута, и који просто обожавају да слободно време проводе баш код Ралета и Иване, задирући у сваки делић њиховог личног живота.

## Главне улоге
| Глумац               | Улога             |
| -------------------- | ----------------- |
| Андрија Милошевић    | Рале Тодоровић    |
| Маша Дакић           | Ивана Тодоровић   |
| Бранимир Брстина     | Драган Тодоровић  |
| Љиљана Благојевић    | Јелица Тодоровић  |
| Александар Срећковић | Стојан Тодоровић  |
| Петра Семиз          | Маша Тодоровић    |
| Илија Лукешевић      | Предраг Тодоровић |
| Матија Лукешевић     | Ненад Тодоровић   |

## Споредне улоге
| Глумац                    | Улога                     |
| ------------------------- | ------------------------- |
| Немања Оливерић           | Марко                     |
| Андријана Оливерић        | Јелена                    |
| Раде Марковић             | Миша                      |
| Светлана Бојковић         | тетка Беца                |
| Раде Марјановић           | Бошко                     |
| Злата Нуманагић           | Љиљана                    |
| Осман Ахмед               | конобар Столе             |
| Милутин Мима Караџић      | покераш                   |
| Бранислав Платиша         | покераш                   |
| Владислав Михаиловић      | Пера                      |
| Петар Михаиловић          | Ђорђе                     |
| Тијана Печенчић           | Јеца                      |
| Лана Караклајић           | Даца                      |
| Александра Томић          |                           |
| Милош Ђуровић             | доктор                    |
| Тамара Алексић            | Хана                      |
| Калина Ковачевић          | др. Лора                  |
| Нина Младеновић           |                           |
| Јелица Сретеновић         | Јованка                   |
| Катарина Жутић            | Комшиница                 |
| Павле Пекић               | Комшија                   |
| Небојша Миловановић       | психијатар                |
| Борис Пинговић            | Божа                      |
| Исидора Грађанин          | конобарица Анђела         |
| Ивана Николић             | Јелена Опачић             |
| Срђан Тимаров             | Маре Павловић             |
| Дамјан Кецојевић          | Стева Фебруар             |
| Ивана Поповић             |                           |
| Небојша Кундачина         |                           |
| Милан Михаиловић          |                           |
| Љиљана Стјепановић        | Тетка Евица из Македоније |
| Ненад Гвозденовић         | Отац Радољуб              |
| Ксенија Репић             | Ана                       |
| Славиша Чуровић           | Бранко Терзић             |
| Тијана Чуровић            | Лидија Терзић             |
| Ања Мит                   | конобарица Анђелина       |
| Марко Лазић               |                           |
| Јелена Душановић          |                           |
| Љиљана Драгутиновић       | Мица Теодоровић           |
| Гојко Балетић             | Гордан Теодоровић         |
| Данило Петровић           | мајстор за кабловску      |
| Ненад Савић               | Мирковић                  |
| Срђан Секулић             |                           |
| Марко Милошевић           |                           |
| Теодора Бјелица           |                           |
| Миона Марковић            |                           |
| Љиљана Павловић Шудић     |                           |
| Љиљана Јакшић             |                           |
| Теодора Томашев           |                           |
| Радмила Јокић             |                           |
| Стефан Бузуровић          |                           |
| Иван Иванов               |                           |
| Јована Јелић              |                           |
| Сабит Шудић               |                           |
| Слободан Живановић        |                           |
| Миомир Илић               |                           |
| Сања Марковић             |                           |
| Борка Томовић             |                           |
| Стеван Вуковић            |                           |
| Бојана Ковачев            |                           |
| Марија Кланац             |                           |
| Александра Цуцић          |                           |
| Маја Јовановић Спасојевић |                           |
| Сaша Пилиповић            | Јоца                      |
| Владан Гајовић            | берберин Миле             |
| Милан Чучиловић           |                           |
| Жарко Степанов            |                           |
| Виктор Савић              |                           |
| Бранислав Томашевић       |                           |
| Марија Вељковић           |                           |
| Ненад Маричић             |                           |
| Стефан Фишер              |                           |
| Никола Драгашевић         |                           |
| Милан Борјан              |                           |
| Жељко Ребрача             | лично                     |
| Страхиња Ераковић         | лично                     |
| Стефан Бендић             |                           |
| Александар Стојановић     | спортски новинар          |

## Епизоде
| Сезона | Сезона | Епизоде | Епизоде | Оригинално емитовање | Оригинално емитовање |
| Сезона | Сезона | Епизоде | Епизоде | Премијера            | Финале               |
| ------ | ------ | ------- | ------- | -------------------- | -------------------- |
|        | 1.     | 40      | 40      | 30. јануар 2023.     | 29. март 2023.       |